# Thraulodes jones
Thraulodes jones is een haft uit de familie Leptophlebiidae. De wetenschappelijke naam van de soort is voor het eerst geldig gepubliceerd in 2010 door Gonçalves, Da Silva & Nessimian.
De soort komt voor in het Neotropisch gebied.